# Cingle del Mas d'en Josep

Le cingle del Mas d'en Josep  est un site préhistorique situé dans la commune de Tírig (comarque d'Alt Maestrat), dans la province de Castellón en Espagne,.
C'est un d'abri sous roche, recélant des peintures rupestres d'art levantin, situé à 340 m d'altitude sur la rive gauche du Barranc de la Valltorta, une zone à forte concentration de groupes picturaux. Il montre des peintures rupestres avec diverses compositions sur des thèmes de chasse.
Il fait partie de l'ensemble de l'art rupestre du bassin méditerranéen de la péninsule Ibérique déclaré patrimoine mondial par l'UNESCO en 1998.

## Description

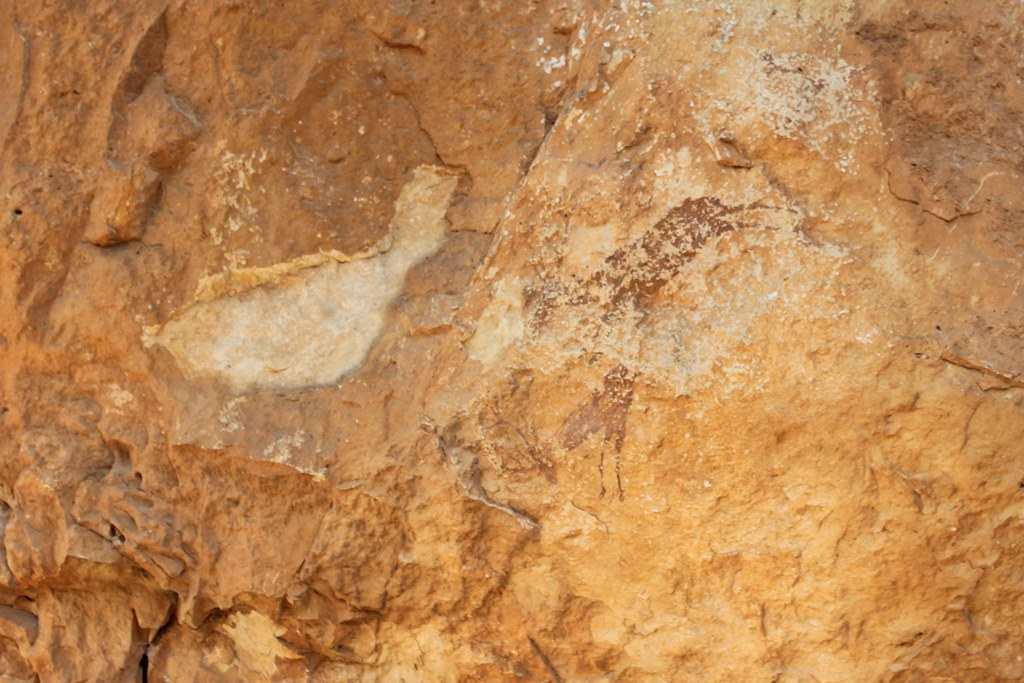
Peinture rupestre du secteur 2

Cet abri, long d'environ 40 m, conserve environ 25 motifs picturaux du style levantin. Deux scènes de chasse se distinguent principalement. La représentation détaillée des décorations portées par les figures humaines dans les deux panneaux, comme les chapeaux, les plumes, les sacs et les rubans, est frappante.
Le secteur 1 montre une scène de chasse d'un sanglier blessé par cinq flèches et abattu par un archer en position de tir alors qu'il courait les pattes ouvertes à 180° comme forme d'expression du mouvement. 
Dans le secteur 2, est conservée une scène de chasse de deux cerfs aux bois disproportionnés dirigés vers l'arrière, échappant au harcèlement d'un archer mal conservé aux bras ouverts en mouvement. Il y a aussi une scène d'un collectionneur grimpant portant un sac sur le dos. 
Les visites s'effectuent avec un guide du musée de la Valltorta.